# 盐官海塘
盐官海塘是位于浙江省海宁市盐官镇钱塘江边的一条堤坝。盐官古海塘始建于1700多年前，公元713年重筑，当时称为“捍海塘”，最初的海塘为泥土堆建，元代开始使用木桩石塘法，现存海塘为清代所建的鱼鳞石塘，主要位于观潮胜地公园内。2001年，盐官海塘与海神庙一同被列为第五批全国重点文物保护单位。